# Juhan Peegel

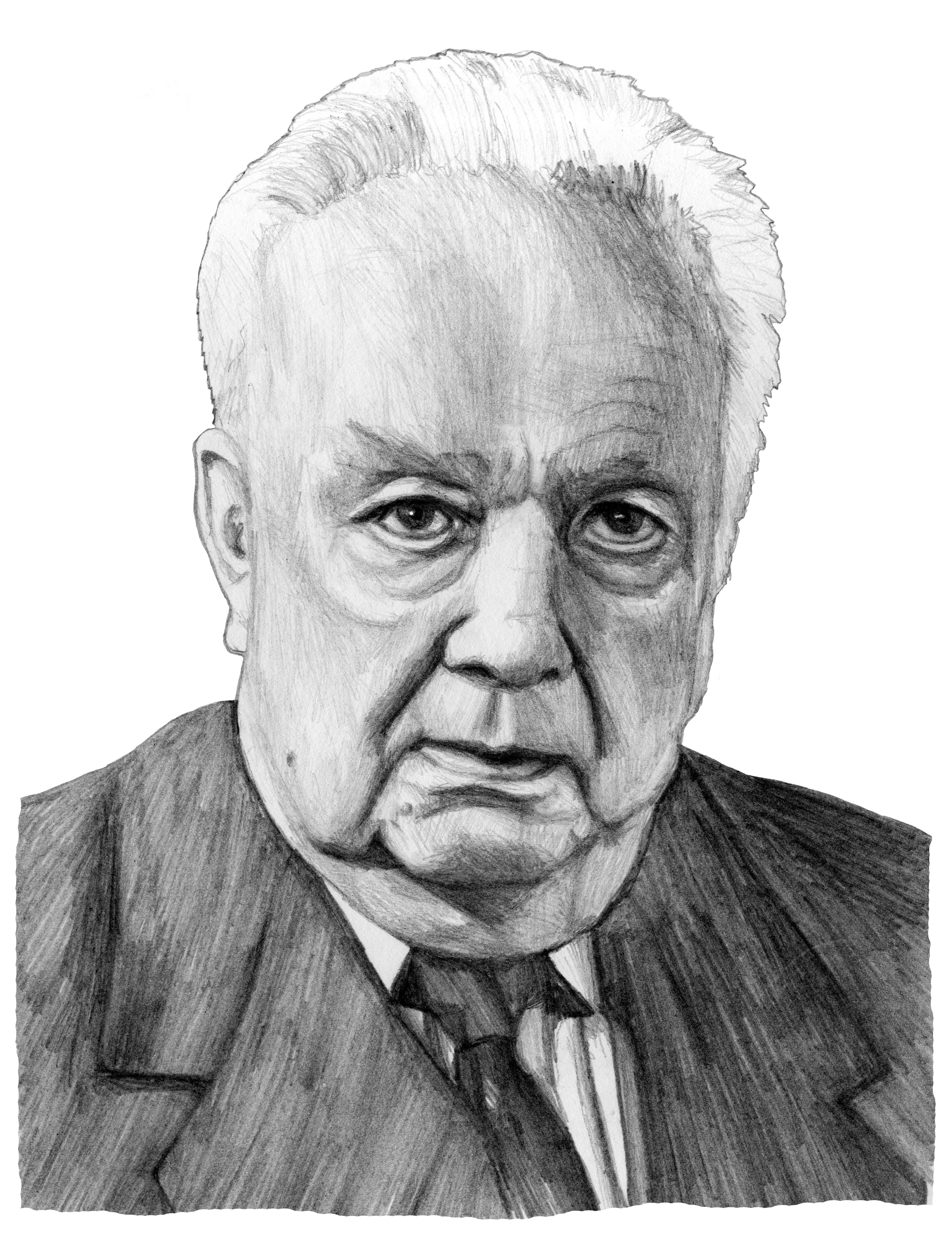
Juhan Peegel

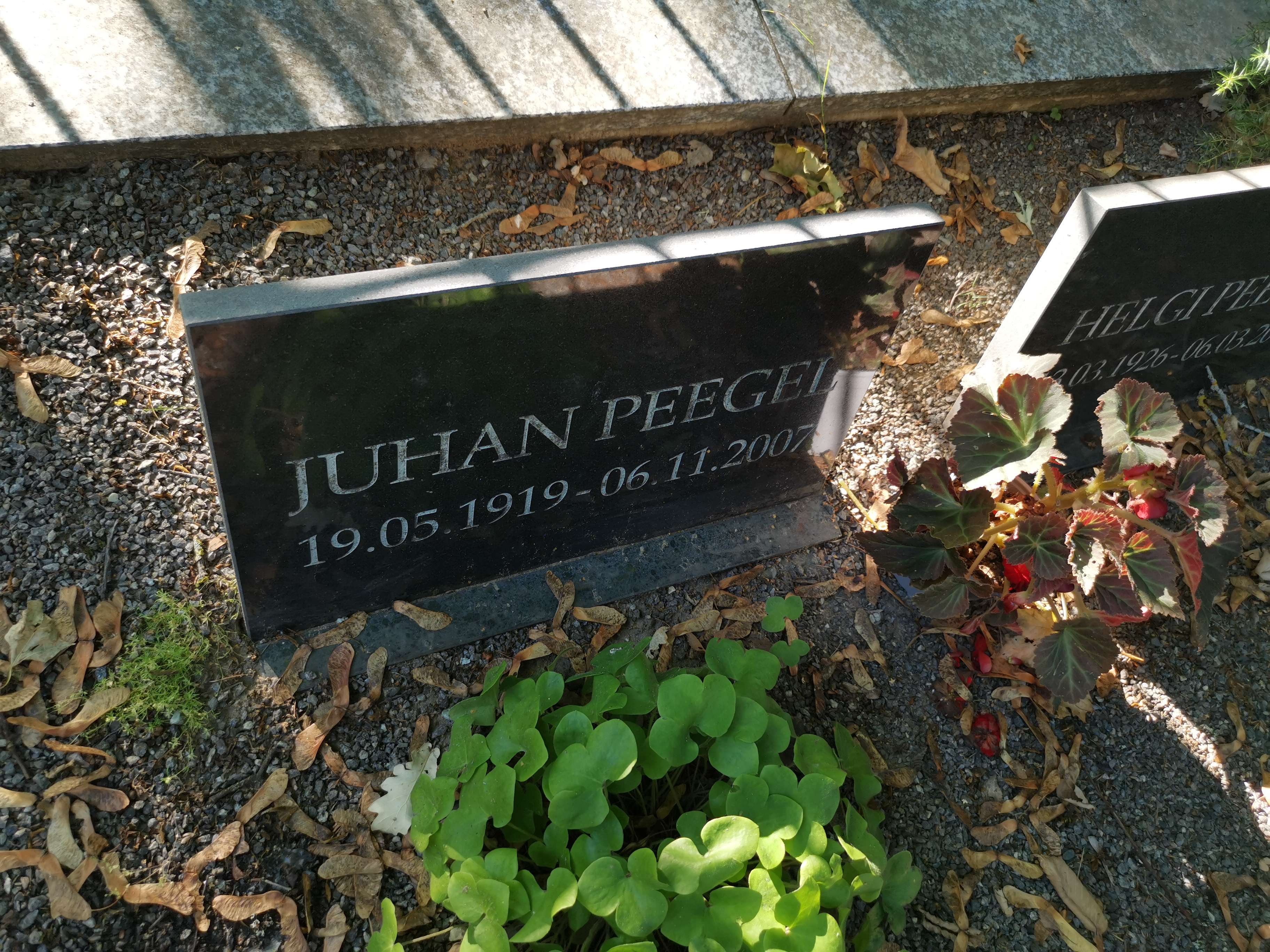
Grab auf dem Friedhof Tartu (Raadi kalmistu)

Juhan Peegel (* 19. Mai 1919 in Reina auf Saaremaa; † 6. November 2007 in Tartu) war ein estnischer Schriftsteller, Sprachwissenschaftler und Professor für Journalistik an der Universität Tartu.

## Leben
Juhan Peegel machte 1938 auf dem Gymnasium von Saaremaa Abitur und arbeitete danach in der Redaktion der Lokalzeitung Meie Maa. 1939 leistete er seinen Militärdienst in der estnischen Armee ab, was nach der Sowjetisierung Estlands dazu führte, dass er in die Rote Armee eingezogen wurde. In deren Reihen musste er am Zweiten Weltkrieg teilnehmen, den er leicht verwundet überstand. 1946 konnte er sein Studium der estnischen Philologie an der Universität Tartu aufnehmen, das er 1951 abschloss. Nach einer dreijährigen Aspirantur wurde er 1954 Kandidat der Wissenschaften, was dem Dr. phil. entspricht, und 1973 Doktor der Wissenschaften. Seit 1957 war er Dozent, ab 1976 Professor an der Universität Tartu.
Bereits seit 1954 bemühte sich Peegel an der Universität Tartu um eine eigenständige Journalistenausbildung. Zunächst geschah dies im Rahmen von Vorlesungen für Studierende der estnischen Philologie, zu denen schrittweise Lehrmaterialien erstellt wurden. 1979 wurde eine eigene Abteilung eingerichtet, deren Leiter Peegel wurde. Für viele künftige Journalisten wurde dieser als „Peegels Privatuniversität“ bezeichnete Studiengang zur Vorbereitung auf ihren unter sowjetischen Umständen schwierigen Beruf.
Peegel war seit 1956 Mitglied des Estnischen Schriftstellerverbands.

## Werk
Juhan Peegel veröffentlichte bereits vor dem Krieg erste literarische Texte in einer Zeitschrift und publizierte 1964 seinen ersten Band mit Kurzprosa. Nach einigen weiteren Prosasammlungen landete er seinen größten Erfolg mit dem 1979 erschienenen Roman Ma langesin esimesel sõjasuvel ('Ich fiel im ersten Kriegssommer'), an dem er seit 1966 gearbeitet hatte. Hierin beschrieb er aus dem Blickwinkel eines einfachen Soldaten nicht nur den Krieg, sondern auch die fremdsprachige Umgebung, in der sich jemand zurechtfinden muss, der einem gerade erst von Stalin eroberten Gebiet entstammte. Die Kritik war sichtlich überrascht, und Peegels Mut, die Dinge nüchtern beim Namen zu nennen, ist noch Jahrzehnte später vom finnischen Literaturwissenschaftler Pekka Lilja bewundert worden. Das Werk, das in den 1980er-Jahren in acht Sprachen übersetzt worden ist, bewies, dass „es im vermeintlich starren Sowjetsystem immer wieder Schlupflöcher gab.“
Neben seinem Prosawerk weist Peegel auch ein umfangreiches Œuvre im wissenschaftlichen Bereich auf, wo er vor allem die Sprache der estnischen Volksdichtung und die Geschichte der estnischen Journalistik untersuchte.

## Rezeption in Deutschland
Ma langesin esimesel sõjasuvel wurde ins Deutsche übersetzt und in Tallinn verlegt:
- Ich fiel im ersten Kriegssommer. Aus dem Estnischen übersetzt von Viktor Sepp. Perioodika, Tallinn 1982.

Vermutlich ist diese Übersetzung nie ins Ausland gelangt. Laut der Literaturwissenschaftlerin Angela Burmeister wurde der Titel dem Leipziger Kommissions- und Großbuchhandel nie angeboten, „sicherlich aufgrund erkannter Übersetzungsmängel“. Tatsächlich ist die Übersetzung mangelhaft.

## Auszeichnungen
- 1977: Friedebert-Tuglas-Novellenpreis
- 1979: Anton-Hansen-Tammsaare-Preis der Gemeinde Albu
- 1979: Verdienter Wissenschaftler der ESSR
- 1996: Orden des Staatswappens IV. Klasse
- 1996: Ferdinand Johann Wiedemann-Preis
- 1998: Staatspreis der Republik Estland für das wissenschaftliche Lebenswerk
- 1999: Ehrenbürger der Stadt Tartu
- 2002: Johann-Voldemar-Jannsen-Preis
- 2003: Kreutzwald-Erinnerungsmedaille

## Schriften
- Saaremaa motiive. Pilte ja mõlgutusi. ('Motive aus Saaremaa. Bilder und Betrachtungen'). Tallinn: Ajalehtede-Ajakirjade Kirjastus 1964.(Loomingu Raamatukogu 42/1964)
- Üks kaunis jutu- ja õpetuseraamat ('Ein schönes Erzählungs- und Lehrbuch'). Tallinn: EKP KK Kirjastus 1966.
- Lühikesed lood ('Kurze Geschichten'). Tallinn: Eesti Raamat 1970.
- Kolm tahedat lugemist ('Drei saftige Lektüren'). Tallinn: EKP KK Kirjastus 1973.
- Teed ja ristteed ('Wege und Kreuzwege'). Tallinn: Eesti Raamat 1976.
- Ma langesin esimesel sõjasuvel ('Ich fiel im ersten Kriegssommer'). Tallinn: Eesti Raamat 1979.
- Tuli koduaknas. Valitud teosed ('Feuer im heimatlichen Fenster. Ausgewählte Arbeiten'). Tallinn: Eesti Raamat 1983.
- Aegade jäljed. Kaks habrast juttu ('Die Spuren der Zeiten. Zwei zerbrechliche Geschichten'). Tallinn: Eesti Raamat 1990.